# Columbia Centro Universitario
Columbia Centro Universitario es un sistema educativo, privado y laico, fundado en 1966, que al presente sirve a Puerto Rico a través de sus dos Recintos. Está dedicado a la enseñanza de las profesiones, especialmente en las disciplinas del comercio y la administración, incluyendo además ofrecimientos académicos en las áreas de las ciencias aliadas a la salud y la tecnología. Sus niveles académicos incluyen programas de seis, cuatro, dos y un año, conducentes a la Maestría, Bachillerato, Grado Asociado y Diploma (certificado), respectivamente. Los ofrecimientos pueden variar por Recintos. Cada uno de estos niveles tiene como fin capacitar y educar al estudiante en una profesión. Los cursos aprobados en los niveles inferiores podrán ser transferidos al próximo nivel dentro del sistema de Columbia, hasta donde sea posible. El requisito básico de admisión, para todos los recintos y programas, es el diploma de escuela superior o su equivalente.
El sistema educativo de Columbia fue desarrollado para ofrecer, hasta donde fuera posible, una alternativa educativa integrada por lo siguiente: (1) oportunidades académicas en las áreas del comercio y la administración, las ciencias aliadas a la salud y la tecnología, conducentes a la maestría, bachillerato, grado asociado o diploma (certificado); (2) la ventaja de una progresión acelerada de estudios gracias a un calendario académico continuo, organizado en cuatrimestres; (3) el aprovechamiento de la experiencia de trabajo; (4) una variedad de métodos de enseñanza y aprendizaje; (5) y un nivel accesible en términos económicos de costos de estudio.
Las oficinas centrales del sistema están ubicadas en el Recinto de Caguas, está localizado en la carretera 183, kilómetro 1.7 salida hacia San Lorenzo, Caguas, Puerto Rico. El Columbia es una Institución independiente y sus fondos operacionales provienen, casi en su totalidad, de los servicios educativos que ofrece. El Columbia Centro Universitario es la primera Institución Universitaria del municipio de Caguas.

## Sinopsis Histórica
Columbia Centro Universitario se fundó en Caguas en 1966, como Caguas City College, ante la necesidad que sintiera entonces un grupo de ciudadanos por una institución que se especializara en preparar personal de oficina para ocupar las posiciones emergentes en la comunidad de Caguas, que a la sazón comenzaba a destacarse como ciudad, a la vez que despertaba económicamente en la Isla.
En 1976 el Colegio comenzó a ofrecer programas de dos años; esto es, grados asociados, a tono con las nuevas necesidades de la comunidad por un profesional mejor preparado. En 1979 logró su acreditación como “Junior College” de la agencia acreditadora nacional correspondiente, “Accrediting Council for Independent Colleges and Schools”, la cual está reconocida por el Departamento de Educación Federal.
Luego, en 1980, comenzó a ofrecer el Bachillerato en Administración, convirtiéndose así en el primer colegio en Puerto Rico en ofrecer un programa de Bachillerato en Administración con orientación amplia, tendiente a formar personal profesional capaz de identificar y solucionar problemas en el área de la administración en los varios campos de actividad humana. 
Comenzando la década del ’80, el Colegio decidió mantenerse a la vanguardia de la tecnología presente en la sociedad puertorriqueña y expandió sus ofrecimientos académicos para incluir programas en áreas vocacionales y técnicas, tales como electrónica y enfermería; pero conservando su énfasis en el área de la administración y el comercio.
En 1983 Columbia Centro Universitario fue acreditado como “Senior College” por la Comisión Acreditadora y en el año 1985 el Bachillerato en Administración fue también autorizado por el Consejo de Educación Superior de Puerto Rico.
En 1986 la Institución decide expandir sus ofrecimientos educativos a la región sur del País y abre sus puertas el Recinto de Yauco, en aquel momento la única institución educativa en la municipalidad. En 1990 recibió la autorización para comenzar a ofrecer programas de corte universitario (grados asociados). La primera colación de grados del Recinto de Yauco se llevó a cabo en junio de 1987.
Durante la década del ’90 la Institución afianzó su posición en el campo educativo al destacarse como una Institución dedicada a proveer los mejores servicios y alternativas educativas para el estudiante adulto no tradicional.
En ese afán de ofrecer a los estudiantes los mejores servicios, la Institución se insertó de lleno en la tecnología, logrando adquirir y mantener el equipo más actualizado en computadoras y demás equipo educativo y tecnológico. Sus laboratorios de computadoras se conectaron a la red poniéndolos a la disposición de los estudiantes y de la comunidad en general que utiliza nuestras facilidades.
Además, se comenzaron a ofrecer nuevos programas de estudios: Bachillerato en Ciencias en Enfermería para el Recinto de Caguas y dos grados asociados para el Recinto de Yauco: Grado Asociado en Enfermería y Grado Asociado en Administración Comercial en Sistemas de Información.
Durante esta década la Institución ha logrado el reconocimiento de la comunidad industrial y empresarial siendo partícipe y auspiciador de eventos tales como: Ferias Empresariales, Foros Educativos, Mes de la Industria Puertorriqueña y Simposios sobre Calidad Total y otros.
A finales de la década, la Institución se ha involucrado en proyectos de alianza y actividades colaborativas con otras instituciones educativas, con la Red Técnico Vocacional, con el gobierno municipal de Caguas y Yauco (entre otros), con el Consejo Técnico Vocacional y con iniciativas como “School to Work”, ampliando así su campo de acción y servicio a la comunidad.
A grandes rasgos podemos mencionar los logros de algunas de las alianzas y acuerdos colaborativos: transferencias de estudiantes egresados con diplomas de certificados y de grados asociados a nuestra Institución; alianzas estratégicas con empresas de la comunidad como la Asociación de Industriales de la Región de Caguas y acuerdo de colaboración con el Municipio de Caguas para brindar asistencia técnica y adiestramiento a empresarios de la región, entre otros, son algunos de los ejemplos que podemos mencionar.
En su empeño de servir mejor a la comunidad, la Institución ha tomado la iniciativa en ayudar a resolver los problemas que aquejan la comunidad de Caguas, Yauco y pueblos limítrofes. A principios del 2000, la Institución añadió una nueva división, Instituto de Desarrollo Empresarial Avanzado, la cual tendrá a su cargo el desarrollo del empresarismo como forma de empleo a incentivarse en nuestra comunidad para reducir la dependencia y fortalecer la comunidad servida, siendo esta una forma de ayudar al quehacer económico y social del País.
Se crea además su división DECA (División de Educación Continuada y Adiestramiento) la cual se encarga de mantener un programa de educación continua disponible a la comunidad en general en los temas de actualidad y requisitos para cumplir con diferentes licencias profesionales, ofreciendo talleres a comunidades, industrias y manteniendo un calendario de actividades variados y amplio satisfaciendo las necesidades de las comunidades a las que servimos.
La década del 2000 trae nuevos retos académicos a la Institución para afianzar el compromiso educativo contraído con la comunidad. En mayo del 2002 se comenzó a ofrecer el Programa de Maestría en Administración de Empresas con dos especialidades de Administración General y Administración de Organizaciones de Salud en el Recinto de Caguas. Este es el primer programa de Maestría con que cuenta la ciudad de Caguas.
En enero de 2003 se comenzó a ofrecer en el Recinto de Yauco el Certificado en Técnico de Farmacia. En el 2004 se comenzó a ofrecer en el Recinto de Caguas de Técnico de Comunicaciones y en el 2006 se comenzó en el Recinto de Yauco. En el 2007 logra obtener la acreditación de la Middle State Association.

## Misión
Columbia Centro Universitario es una institución universitaria, privada, independiente, no sectaria y empresarial establecida en Caguas, Puerto Rico, en el 1966. Su misión es desarrollar recursos humanos efectivos que sirvan las necesidades de la comunidad en los campos de la administración y el comercio, la salud, la tecnología y las artes aplicadas. La misma se logrará impartiendo a sus estudiantes, partiendo de sus intereses y preferencias, el conocimiento actualizado, las destrezas relevantes y las actitudes apropiadas hacia el trabajo. Además, Columbia contribuye al adelanto del conocimiento y a la solución de los problemas de las comunidades que sirve.

## Visión
Ser reconocida como la Institución Universitaria de la región que más contribuye a través de su desempeño y liderazgo al desarrollo del capital humano puertorriqueño en las áreas académicas que ofrece. 

## Objetivos Institucionales
- Mejorar el desempeño de su misión, según esta es periódicamente validado a través del proceso de avalúo de resultados.
- Desarrollar recursos humanos altamente capacitados y comprometidos con el mejoramiento propio y el de sus comunidades.
- Contribuir al adelanto y la preservación del conocimiento y la cultura, en especial, al desarrollo sustentable del país.
- Incorporar el uso de la tecnología a los procesos institucionales.
- Contribuir al desarrollo del interés por lo empresarial entre los ciudadanos.